# 戰爭機器：審判
《戰爭機器 審判》是一款軍事科幻第三人稱射擊遊戲，由Epic Games和People Can Fly負責開發，由Microsoft Studios于北美時間2013年3月19日在Xbox 360发行。這是戰爭機器系列第四款遊戲。
Microsoft於2012年6月4日的電子娛樂展2012正式公布游戏，公司在新聞發布會放出首部預告片，片中展示了即將推出的多人遊戲新功能。此前Microsoft的宣布，電子遊戲新聞工作者已經確定，《戰爭機器：審判》的事件年表將會比預先日期有其他版本的發行權，新增內容有前傳以及戴蒙‧巴德和奧古斯托‧柯爾將作為主角。

## 遊戲玩法
像它的前作，《戰爭機器：審判》是一個第三人稱射擊遊戲,“過肩的視角”和掩體系統，但整體上並沒有太多的差別，只是改掉以往十字鍵切換手榴彈及三種武器為按Y切換武器，並更改只能攜帶兩種武器，以及按LB投擲手榴彈，主要戰役分為六個章節，每個章節都有幾個任務。 與該系列之前的遊戲使用非常大的開放環境不同，任務是整個故事的獨立部分，並且永遠不可能返回早期任務的設置。 每個任務都根據幾個標准進行評分，包括玩家的擊殺數、爆頭和gib，最多獎勵三顆星。 在每個任務中，一個可選的、更難的設置是可用的，它要求某些標準，例如時間限製或對可用武器的限制； 這樣做會增加分數。 獲得40顆星可解鎖單獨的“後果”戰役，該戰役由一章組成，是戰爭機器3戰役的後續。 後果不會獎勵星星或提供戰爭機器：審判活動中看到的更難的設置。

### 主戰役
主戰役分為六個章節，每一個章節各有一些任務。不同於以往的遊戲系列，它使用非常大、開放的環境，任務是整個故事自己包含的部分，而不願返回任務的設置是永遠不可能實現的。每一個任務有幾個標準，包括殺死的敵軍數量、 爆頭數、和星星，每一個任務最多拿到三個星星。 在章節期間都有一個解密任務可以選擇，可讓任務增加一定的標準，像是時間限制或是武器限制，可讓星星增加一定的比分。獲得40顆星星可以解鎖“劫後餘生”，這是跟進前作《戰爭機器3》的一個章節。劫後餘生不給予星星或是解密任務出現在《戰爭機器：審判》章節。

### 多人遊戲
《戰爭機器：審判》有兩個新的多人遊戲模式，全面攻佔和自由對戰.該系列的商標特徵，“倒下但不陣亡”已不在遊戲中，導致遊戲中沒有處決功能。遊戲中有八張地圖（四個是只限全面攻佔，四張地圖是只限維安政府聯盟（簡稱COG）對上維安政府聯盟（藍隊對紅隊））和四種遊戲模式。該系列的幾個主要功能已經更改為良好，包括黏製手榴彈在牆上的能力、裝填彈藥完美可獲得加強傷害的能力，和可以同時攜帶散彈槍和步槍投入實戰的能力，雖然這最後一個功能直到恢復標準與多人對戰的模式，除了自由對戰，因為粉絲不滿。然而，已經證實"處決"模式會在兩周後隨著免費下載的內容返回遊戲，也隨著加入了兩張自由地圖。獸族角色可操控現在只僅限在全面攻佔，多人遊戲改為維安政府聯盟對抗獨立共和國聯盟，不再是以前的維安政府聯盟對抗獸族（多人遊戲）。

## 簡介

### 設定
遊戲的故事發生在COG(維安政府聯盟)軍事法庭裡所舉行的一場審判當中，由被控違反軍紀的K小隊隊長巴德和他的小隊員敘述事件的來龍去脈。每一故事段落是K小隊的其中一個隊員的回憶事件。K小隊成員包括軍事天才戴蒙‧巴德中尉，前連擊球(Thrashball，戰爭機器系列中出現的一種球類運動，似美式足球)球員奧古斯托‧柯爾，黑甲護衛軍校生蘇菲亞‧漢德力克和前UIR(獨立共合國聯盟)少校嘉倫‧派德克。究其原因，是因為巴德違背上級命令擅自發射威力強大的戰略武器光子導彈，導致軍方的戰略部署被全盤打亂。事後盧米斯上校因此逮捕巴德等人並召開軍事法庭，並有意將K小隊等人以「違抗命令」罪名處以死刑。當巴德陳述完最後的證詞後，獸族攻入法庭，審判廳內爆發激烈戰鬥，中斷了審判程序，最後和盧米斯上校擊敗了獸族卡恩將軍，盧米斯上校便撤銷K小隊的訴訟，但同時也褫奪了巴德中尉的官職。

### 角色
下面為《戰爭機器：審判》的角色特色:
- 戴蒙‧巴德中尉(K小隊的隊長):一位COG戰爭士兵，也是機械領域的專家。在事變日不久後，他加入維安政府聯盟(COG)，遇到一生中最好的朋友柯爾。此外，他加入了疏散Farrall港口和Vectes的行動，被迫駐守在這應付敵人，螢光族來襲後，在這期間，巴德常常在前線指導D小隊計畫並協助平定。在事變日時，他是領導K小隊的隊長，最後也成為D小隊的一員。

- 奧古斯都·柯爾／火車頭柯爾：一個成功的連擊球(Thrashball)球員。在事變日之後，柯爾加入了COG，並帶來了和打連擊球一樣的勇氣，這救了他的命不只一次。因為他D小隊其中的一位成員，柯爾成為提供給COG戰力中最可靠的一員，在跟獸族戰鬥時負責主要的所有前線戰鬥。事變日時，他是K小隊的一員。

- 蘇菲亞‧漢德力克:一位曾經在K小隊的隊員。鐘擺戰爭爆發時，她是一名記者，在事變日後入伍COG，而被送到亥佛灣的黑甲護衛學院學習。她相信在這戰役做的事情是對的，並認為不隨意妥協的道德才是勝利。在「劫後餘生」章節中，從派德克口中得知，她被獸族戰士抓走，最後死亡。

- 嘉倫‧派德克: K小隊的一員。鐘擺戰爭時，他擔任了獨立共和國聯盟在Gorasnaya的軍官。之後Gorasnaya滿片都是獸族，派德克和他的一些同胞被COG海軍救出，之後他加入了COG並報復獸族，在訴訟被撤銷後便和蘇菲亞離開維安政府聯盟，並獨自到亥弗灣生活。在「劫後餘生」章節中，幫助巴德等人取得船艦和後援部隊，並表明之後不再給予幫助。

- 伊茲拉‧盧米斯上校:一個按章辦事的COG指揮官。盧米斯是一個職業軍人，但他很少考慮到平民的生命於否。為鐘擺戰爭的退伍軍人，盧米斯只有在困難的時候會調整他的戰術來對付獸族侵入的威脅，並不贊成K小隊的非正統戰術。他的招牌波塔制式手槍是從他殺死的第一個獸族手中奪得的。